# Commission Armées-Jeunesse
La Commission Armées-Jeunesse (CAJ) est, depuis 1953, un organisme français de réflexion et d’action placé auprès du Ministère des Armées destiné à favoriser la connaissance entre les armées et les jeunes.
Elle comprend un nombre égal de représentants de l’armée et de dirigeants d’organisations de jeunesse et d’éducation populaire. L'objectif de départ est une meilleure « compréhension mutuelle ».
Initiée sous Pierre Mendès-France, elle a pour fonction d'« étudier les méthodes voulues pour préparer moralement et physiquement les jeunes gens aux missions et aux responsabilités civiques et militaires ». Selon l'historienne Ludivine Bantigny, elle visait « une meilleure intégration des jeunes au service militaire, afin que les recrues puissent mettre davantage à profit leur passage sous les drapeaux ».
Selon le général Piroth, intervenant devant une commission sénatoriale en avril  1996, elle rassemble "les représentants de cinquante associations ou syndicats de jeunesse, ainsi que ceux de quinze ministères ou organisations étatiques parties prenantes au service national".

## Membres
La Commission armées-jeunesse se compose de 97 membres désignant des représentants intervenant bénévolement et participant aux groupes de travail, qui constituent le cœur de ses activités.
En 2020, ces membres représentent :
- 61 associations professionnelles ou familiales, syndicats et mouvements de jeunesse ou d’étudiants ;
- 21 ministères, délégations interministérielles et grandes administrations ;
- 15 organismes du ministère des Armées.

## Direction
Parmi les officiers généraux qui ont présidé la CAJ figurent :
- le général de corps d'armée Bernard de Boisfleury (1976-)
- l'amiral François Dupont (2007 à 2008)
- l'amiral Éric Chaplet (2014-2016)
- le général de corps d’armée Philippe Pontès (2016-2018)
- le général de corps d'armée Daniel Ménaouine (2018 - )